# Inna
Pour les articles homonymes, voir Inna (homonymie).
Inna, de son vrai nom Elena Alexandra Apostoleanu, née le 16 octobre 1986 à Mangalia, est une chanteuse de dance-pop et danseuse roumaine. Elle a commencé à travailler avec les producteurs Play and Win en 2008. Grâce à son premier single Hot, Inna a connu un grand succès à travers le monde, particulièrement dans son pays natal, la Roumanie, ainsi qu'en Grèce, en Espagne, en Bulgarie, en Hongrie, au Maroc, au Portugal, aux États-Unis, au Canada, en France et en Belgique.

## Biographie

### Débuts en musique (1986-2007)

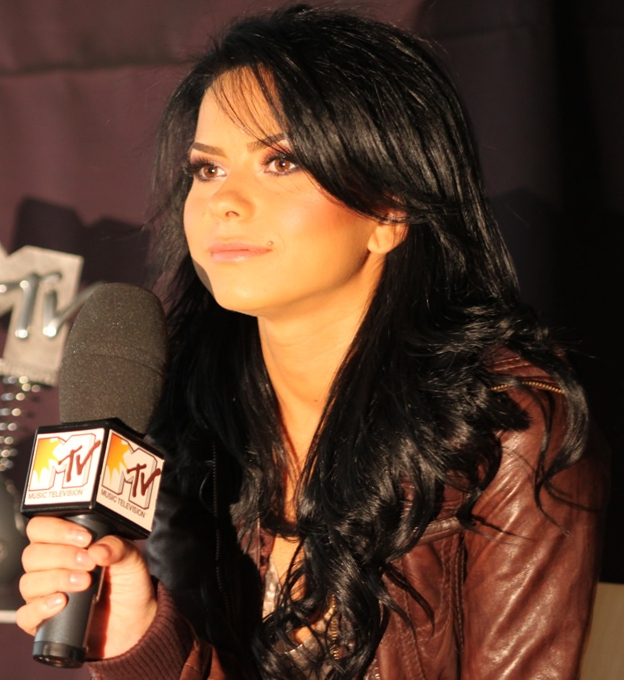
En entrevue à MTV Europe (2009).

Elena Alexandra Apostoleanu est née le 16 octobre 1986 et a grandi à Mangalia, en Roumanie, sur la mer Noire. Elle tient son surnom de son grand-père qui l'appelait Inna lorsqu'elle était petite. Elle découvre la musique disco à Neptun, station balnéaire côtière du nord de sa ville natale. La chanteuse se souvient de son amour pour la musique dès le plus jeune âge. Sa famille l’a constamment soutenue dans cette voie. Dans son enfance, son grand-père l’appelle « Inna ». Elle décide que ce sera son nom d'artiste, qu’elle trouve simple et accrocheur.
À l’âge de huit ans, elle commence à prendre des cours de chant avec son professeur Traian Broască. Adolescente, Elena écoute beaucoup de musique de divers genres, son style préféré étant l’electro-dance. Elle aime écouter aussi des artistes comme Christina Aguilera ou Beyoncé. Encore adolescente, Inna joue dans un groupe pop-rock sans se faire vraiment remarquer.
Inna étudie à Liceul Economic Mangalia. Après avoir passé son baccalauréat, elle entame des études à l’université de Constanța, où elle obtient un diplôme en sciences politiques. Fin 2007, avec la volonté de s’affirmer sur un plan musical, Inna rencontre les membres du groupe de producteurs Play and Win. C’est avec eux qu’elle enregistre son premier album.

### L'èreHot(2008- 2010)

#### Premiers succès
Au début de l’année 2008, Inna propose deux chansons au concours Eurovision 2008 (Goodbye et Sorry), mais aucune d’elles ne réussit à la présélection. Après plusieurs mois d’enregistrement chez Play & Win, Inna lance son premier single. Hot est diffusé la première fois en août 2008 sur la station de radio FM Vibe. À la fin de l’année, la chanson se hisse en tête des diffusions à la radio, selon l’institut de sondage Nielsen Media Research, dépassant les hits d’artistes tels que Rihanna. Inna tourne un premier clip de Hot qui apparait sur YouTube, mais elle n’est pas satisfaite. Avec le label Roton, elle crée une seconde version lancée le 19 décembre 2008 et commence à être diffusée peu après sur les grandes chaînes de télévision roumaines.
Au début 2009, le single Hot est en tête des diffusions radio dans plusieurs pays: en Pologne, en Turquie, en Russie, en Hongrie et en Bulgarie. Dans le même temps, les chansons Fever et On & On, toutes les deux produites par Play & Win, sont publiées sur le site officiel d’Inna.
Le deuxième single, intitulé Love, sort le 2 février 2009. Pour des raisons non dévoilées, sa promotion a été reportée à plusieurs reprises. Au printemps 2009, alors qu’Inna enchaîne de nombreux concerts en Roumanie, son site officiel publie des versions remixées de Love mais aussi un nouveau morceau intitulé Don’t let the music die. Love arrive rapidement au 16e rang du classement Fresh Top 40 de la radio roumaine Kiss FM.
En avril 2009, le single Hot est nommé dans la catégorie « Meilleure chanson internationale » lors de la cérémonie Eska Awards, en Pologne. Pour l’occasion, Inna monte sur scène pour interpréter son titre Hot devant un public composé entre autres d’Anastacia, Lady Gaga, Rihanna ou Sugababes.

#### Ultra Records et consolidation de carrière

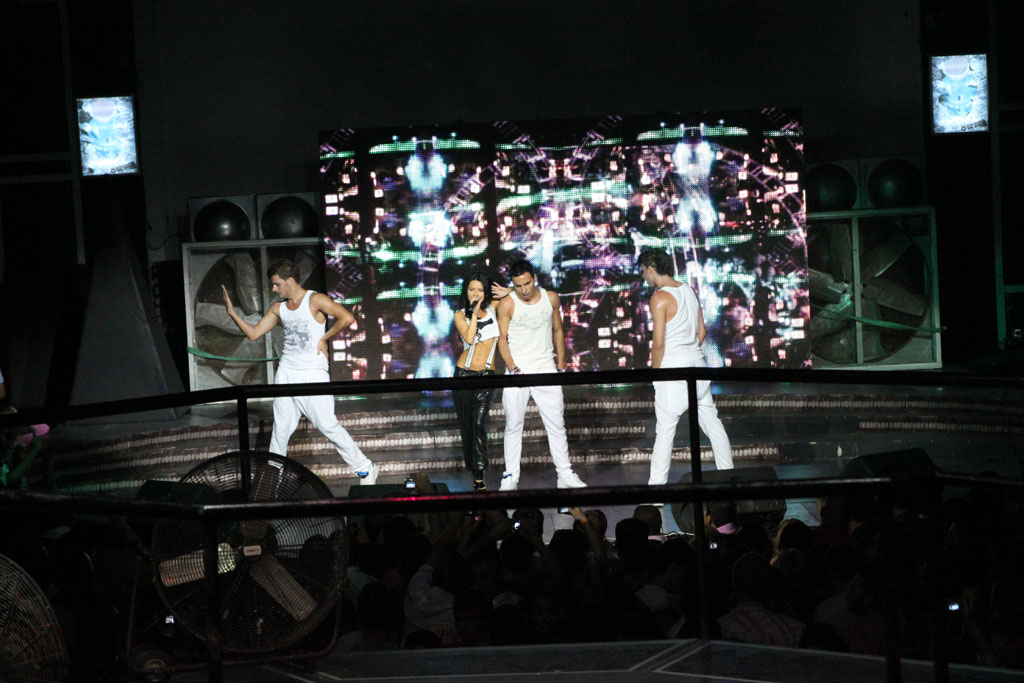
Inna en tournée en Turquie.

Le 15 avril 2009, Inna signe un accord avec Ultra Records, un des plus importants labels indépendants de musique électronique aux États-Unis (qui rassemble entre autres Tiësto, Fedde le Grand, Enur, David Guetta ou encore Armin van Buuren). Ainsi la chanteuse s’exporte aux États-Unis, au Canada, ainsi qu’au Royaume-Uni. Au même moment, Hot et Love ont déjà été visionnés plus de 9 millions de fois sur YouTube.
Le 6 juin, les organisateurs du MTV Romania Music Awards décernent des trophées à Inna dans quatre catégories principales Meilleur Morceau Dance, Meilleur Show, Révélation de l'année et Meilleur Succès à l'Étranger pour son titre Hot. En même temps Inna s'affirme en Islande, où elle se produit en concert.
Fin mai, Inna organise une nouvelle sélection de danseurs et de musiciens pour ses futurs concerts. La chanson On & on est remixée et publiée sur son site officiel. En juillet, elle commence une mini-tournée en Turquie, où elle remporte un vif succès. Les touristes remplissent les plus grands clubs de la côte turque.
Au printemps 2009, Inna collabore avec le chanteur Bogdan Croitoru, désormais plus connu en France sous le pseudonyme de Bob Taylor. C’est ainsi que paraît son troisième single, Déjà Vu. Inna et Bogdan conviennent que leur vraie identité restera discrète pendant la promotion du single. Plus tard, Inna déclarera sur son site : « Je crois qu’un bon morceau peut être promu et écouté, sans savoir qui l’a composé ou qui chante »

#### Consécration internationale
Fin juin 2009, Inna est nommée deux fois aux Romanian Top Hits Awards dans les catégories « Top 1 en Roumanie » et « Meilleur Hit féminin », tous les deux pour la chanson Love. Bien qu’elle ne remporte aucun trophée, la chanteuse reçoit un prix spécial du jury. Durant l’été, la chanson Hot devient célèbre en Espagne, pendant qu’Inna reprend des concerts en Turquie et en Russie. En outre, son site officiel dévoile un morceau tiré de son futur album et intitulé Nights and days, en collaboration avec Play and Win. Elle enregistre également les titres Oare, Goodbye et Sorry.

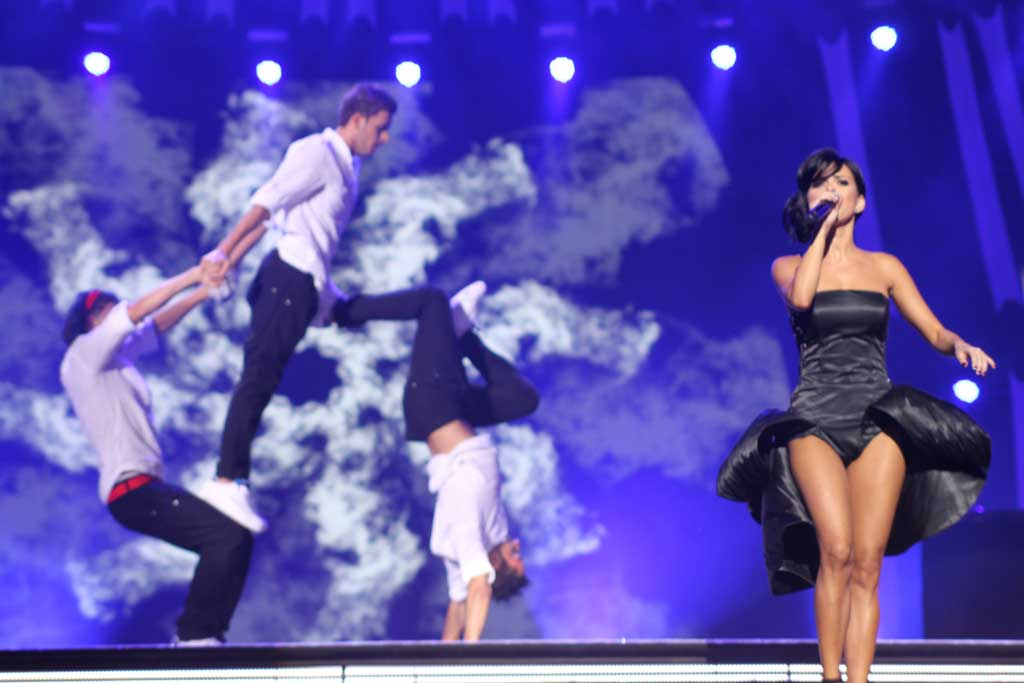
Inna chante en live Hot au festival Sopot (Pologne), le 8 août 2009.

Le quatrième single d’Inna, Amazing, est diffusé la première fois le 6 août 2009. Le lancement de la chanson suscite une controverse quand la chanteuse Anca Badiu accuse Play and Win d’avoir plagié une de ses chansons. En réalité Anca Badiu s’était engagée avec le producteur Media Pro Music, mais après l’enregistrement celui-ci pense qu’Inna aurait davantage de succès. Amazing devient la chanson la plus populaire de la carrière d’Inna en Roumanie, atteignant la première position du classement Romanian Top 100 en octobre 2009. Le single entre également dans les charts de nombreux pays d’Europe, notamment en Bulgarie où elle est première et en Russie où elle se place troisième.
Le 5 novembre 2009, Inna remporte le prix du « Meilleur artiste roumain » aux MTV Europe Music Awards 2009 à Berlin, en Allemagne. Le même mois, le single Déjà Vu se positionne dans la première moitié du Single Top 100 aux Pays-Bas, et atteint le Top 10 en Belgique. En décembre Inna dévoile sa chanson de Noël, intitulée I Need You For Christmas, qui entre dans le Romanian Top 100. À la fin de l’année, la chanteuse est sacrée « Femme de l’année » en Roumanie, durant la cérémonie des « Young Talents Awards », devançant ainsi de nombreuses autres célébrités roumaines.
Au début de l’année 2010, Inna atteint un succès considérable aux États-Unis, où son titre Hot arrive en première place du classement américain Billboard's Hot Dance Airplay. Inna et la chanteuse américaine Ke$ha deviennent les deux artistes à monopoliser les deux premières places du classement, toutes deux grâce à leur premier single.
Pour soutenir la promotion de son premier album Hot qui doit sortir en mars 2010, Inna dévoile un cinquième single intitulé 10 Minutes, diffusé la première fois à la radio roumaine le 23 janvier. Toutefois l’absence de clip vidéo l’empêche d’atteindre le Top 10 du Romanian Top 100, pour se contenter de la 18e place. Pour sa sortie internationale, le clip est tourné à Londres par le réalisateur Paul Boyd, qui a déjà travaillé pour Shania Twain ou Mariah Carey. Malgré le clip, 10 Minutes n’a plus remporté le succès escompté en Roumanie. En Bulgarie et en Russie, la chanson n’est pas non plus parvenue au Top 10.
Au printemps 2010, le single Hot s’impose dans les classements de nombreux pays, notamment au Royaume-Uni, en Irlande, au Canada et en Allemagne. En France, la chanson atteint la sixième place du classement établi par le Syndicat national de l'édition phonographique. Le single Amazing entre directement en deuxième place dès sa première semaine de diffusion en France. Ce même single se hisse dans le Top 40 en Allemagne, dans le Top 10 du European Hot 100 et du classement suisse. Il est 14e au Royaume-Uni, et se fait même remarquer en Autriche. Le single Déjà Vu arrive quant à lui dans le Top 10 en France.
Son premier album Hot, qui vient de sortir au printemps 2010, se place en neuvième position des meilleures ventes en France. Il est certifié disque d'or, c'est-à-dire ayant dépassé plus de 50 000 exemplaires vendus en France. La version espagnole de l’album comporte en exclusivité le titre Un momento, en collaboration avec le DJ et producteur espagnol Juan Magán. En novembre 2010, l’album Hot est réédité en Espagne ainsi qu’en France, où il est intitulé Very Hot. Il reprend les mêmes morceaux que l'album original avec des remix et quelques titres anciens qui étaient absents du premier album, comme I Need You For Christmas et Sun is up.

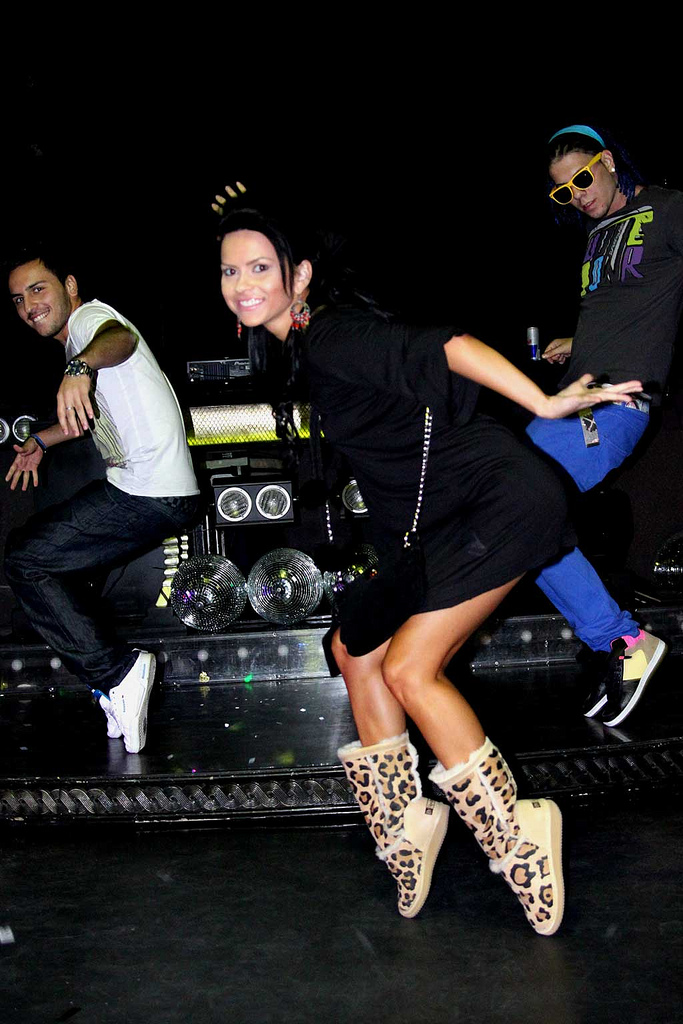
Inna en répétition au Soho Club, à Moscou (Russie).

Aux Romanian Music Awards 2010, Inna remporte le prix de la Meilleure chanteuse, Meilleur album, Meilleur show, Meilleur site Web et Meilleur artiste international de l’année,. Pour l’occasion, elle chante son single Amazing qui est toujours en tête du classement roumain. Elle présente également sa nouvelle chanson, intitulée Sun Is Up. Le titre est envoyé aux stations de radio roumaines en juin 2010 et en avant-première sur Kiss FM. Il remporte un succès très rapidement : en novembre 2010 Sun Is Up parvient en seconde place du Romanian Top 100, devenant ainsi le cinquième single d’Inna et le deuxième meilleur succès de sa carrière derrière Amazing. Le single atteint également des sommets en Bulgarie et en Russie. Le clip de Sun Is Up est tourné le 24 août 2010 à Marbella, en Espagne. Il est réalisé par Alex Herron, qui a également travaillé pour Taio Cruz, Ke$ha et Basshunter. Un teaser du clip est diffusé trois jours avant sa publication en avant-première sur le site officiel d’Inna, le 30 septembre 2010.
Pour la deuxième année de suite, Inna remporte le prix du « Meilleur artiste roumain » aux MTV Europe Music Awards 2010. Elle parvient dès lors à concourir pour le titre du « Meilleur artiste européen » qui se déroule le 7 novembre 2010. Toutefois elle ne parvient pas à s’imposer face au gagnant Marco Mengoni (Italie), tout comme Afromental (Pologne), Dima Bilan (Russie), et Enrique Iglesias (Espagne).
À la fin de l’année 2010, Inna se produit pour la première fois depuis plus de deux ans dans un club de Roumanie. Elle remporte le Eurodanceweb Award 2010 grâce à son single Sun Is Up qui est qualifié de meilleure chanson dance d’Europe de l’année. Pendant ce temps, Inna conquiert le cœur du public français. En 2012, elle rassemble plus de cinq millions de fans sur Facebook. Elle est nommée dans la catégorie « Révélation Internationale de l’année » aux NRJ Music Awards 2011 face à Kesha, Taio Cruz, et au gagnant Justin Bieber.

### I Am the Club Rocker, tournée mondiale (2011 - 2012)
Inna a sorti son deuxième album studio I Am the Club Rocker le 24 octobre 2011 en France. Il contient les hits Sun Is Up, Club Rocker et Un momento ainsi que des chansons qui avaient été publiées avant sa sortie comme Señorita ou Moon Girl. Fin janvier elle est nommée aux Successful Women Awards pour le prix de la « Meilleure voix féminine », où elle arrive troisième derrière Paula Seling et Andra.
Au début de 2011, Inna se lance dans sa première tournée officielle en France, Espagne, Allemagne, Turquie, Liban et Roumanie. La tournée a traversé neuf villes françaises, deux villes espagnoles et pour la première fois Bucarest. Inna a par ailleurs acheté un appartement d'une valeur de 250 000 $ à Paris. Elle fait le tour du Royaume-Uni pour la première fois en juin 2011. Du 4 au 14 juillet, Inna revient en France pour promouvoir Club Rocker. En 2011, Inna a été promue aux États-Unis plus que les années précédentes par Ultra Records. Le chanteur will.i.am du groupe The Black Eyed Peas lui a souhaité bonne chance pour sa carrière américaine.
Inna est également nommée quatre fois pour les RRA Awards 2011, qui se déroulent le 13 mars 2011 en Roumanie : Artiste de l’année, Artiste Dance de l’année, Album de l’année pour Hot, et Meilleure chanson pop/dance de l’année pour Sun Is Up. Elle a également été nommée pour le "Best Female loi" et "Meilleure chanson roumaine" (Sun Is Up) dans les Balkans Music Awards, en tenant à la fois des trophées, après un court spectacle organisé pendant le salon prix à Sofia en Bulgarie. Elle a sorti son deuxième album I Am the Club Rocker après une mini-tournée en Mexique.
Le deuxième album Inna a eu commercialement moins de succès que Hot. Club Rocker a réussi à atteindre la première place des charts en Bulgarie, en Suisse romande tout en étant également dans le top 20 en France, en Roumanie, en Russie et dans les Charts Dance du Royaume-Uni et il a été certifié or en Suisse et en Italie. La chanson éponyme de l'album a eu un succès modéré en Europe. Le troisième single Un momento est devenu le single le plus vendu de l'album en Slovaquie. Il réussit à s'imposer dans le top 50 en France et en Espagne.
Pour contribuer à son nouveau site contre la violence domestique sur les femmes, Inna sorti la vidéo Endless qui rencontra un fort succès en Roumanie, atteignant la 5e place et en Slovaquie.
WOW sera le dernier single de l'album I am the Club Rocker. Il rencontra à son tour un succès important en Roumanie et dans les clubs français.
Au vu des résultats décevants du deuxième album d'Inna, la promotion fut arrêtée afin de laisser place au troisième album.
Plusieurs rumeurs laissent penser que "No Limit" aurait pu être le cinquième single de l'album.
En janvier 2012, Inna publie un remix de la chanson Ai, Se eu te Pego, une reprise de Michel Teló qui rencontra un succès important sur Youtube au niveau du nombre de vues mais plutôt mitigé au niveau des votes.

### Party Never Ends(2013)

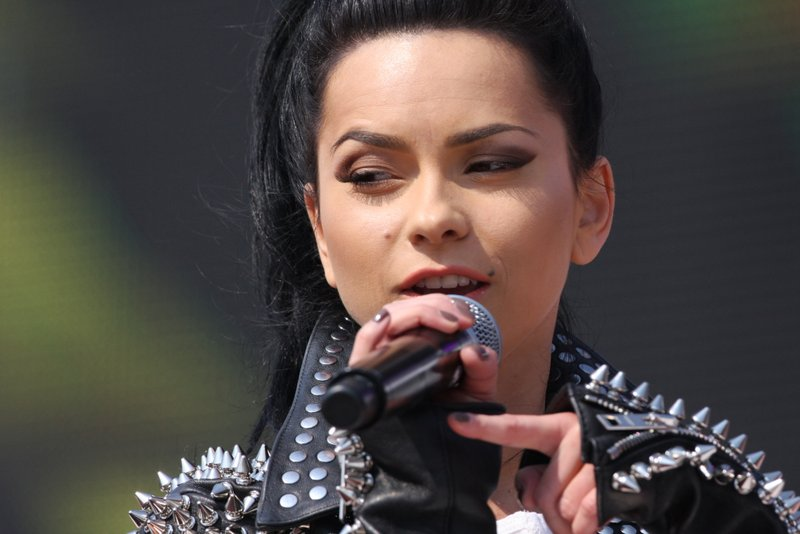
Inna en 2011.

Pour préparer la sortie de son troisième album, Inna dévoile sur son compte YouTube huit nouvelles chansons : "Caliente", "OK", "Alright", "Tu Si Eu", "Crazy Sexy Wild", "INNdiA", "Oare" et "J'Adore".
"Caliente" fut la première chanson écrite par Inna depuis le début de sa carrière. Le clip a été visionné plus de soixante-trois millions de fois sur YouTube.
"OK" et "Alright" ont par la suite été postés sur la chaine Youtube d'Inna. Elle sortit par la suite le clip de "Crazy Sexy Wild" qui rencontra un fort succès en Roumanie, atteignant le no 5 des ventes.
Le clip d'"INNdiA" sorti à son tour et arriva à la 12e place en Roumanie. Pour continuer la promotion de son futur album, Inna a sorti une nouvelle version de "Oare".
Par la suite, elle posta sur chaine Youtube la vidéo de "J'Adore" qui rencontra un fort succès : plus d'un million de vues en seulement deux jours.
En France, Inna a sorti le titre "Ok" pour marquer son retour sur le territoire français qui rencontra du succès dans les clubs français.
INNA a récemment dévoilé le nom de son nouvel album sur Twitter. Cet album contient plus de 20 titres, dont OK, Alright, INNdiA, Tu Si Eu, Crazy Sexy Wild, J'Adore, Caliente, More Than Friends, World Of Love ou encore In Your Eyes.
Celui-ci est pour la première fois international, car il a été enregistré à Londres, en Roumanie, au Mexique, à Copenhague et à Los Angeles. Il a été produit par les Play & Win, et par d'autres producteurs, tels que Steve Mac, Shermanology, DJ Frank E, soFLY et Nius, Lucas Secon, The Insomniax, Thomas Troelsen et Orange Factory Music.
INNA a fait de prestigieuses collaborations pour ce nouvel album notamment avec Daddy Yankee, Reik ou encore Yandel.
De plus, plusieurs chansons telles que "Caliente", "Crazy Sexy Wild", "INNdiA" "In Your Eyes", "Famous", "Alright", "OK" ou encore "We Like to Party" ont été écrites par Inna elle-même.
Le 18 janvier 2013, Inna sort le premier single mondial "More Than Friends" issu de son nouvel album. Le single est co-écrit et coproduit par l'écrivain danois et producteur, Thomas Troelsen et DJ Frank E.
Un jour après sa mise en ligne sur Youtube, le clip vidéo compte déjà plus de 350 000 vues. Aujourd'hui, le clip compte plus de 200 millions de vues.
Au niveau des charts, "More Than Friends" fait mieux que ses prédécesseurs en atteignant la 1re place en Pologne, la 8e place en Belgique, la 13e place en Espagne, la 20e place en Roumanie et en Pologne et la 92e place en France.
Le 1er mars, Inna a dévoilé toutes les pistes de son nouvel album. Il contient 17 titres pour la Version Standard et 22 (sans les remix) titres pour la Version Deluxe. La plupart des critiques sont très positives et affirment que l'album est bon et bien au-dessus des deux précédents avec des titres de qualité.
Le 13 mai, Inna dévoile le clip de "Dame Tu Amor" avec Reik, un groupe mexicain très connu dans les pays latinos. Le single est seulement sorti au Mexique.
Le 11 juillet, Inna décide de dévoiler le clip de "Be My Lover", son deuxième single mondial, au lieu du 16 juillet qui était la date prévue de sortie du clip. En seulement quelques heures, le clip compte plus de 70 000 vues.
Le 17 septembre 2013, Inna sort une nouvelle version de son single "Be My Lover" en featuring avec Juan Magan avec qui elle avait déjà travaillé sur "Un Momento".
Le 16 octobre 2013 (jour de son anniversaire), Inna dévoile le clip d'In Your Eyes en featuring avec Yandel du groupe Portoricain "Wisin y Yandel".
Inna comptabilise plus de 500 000 vues en 24 heures pour le clip. Il atteint aujourd’hui les 250 millions de vues.
Le 2 avril 2014 elle confirme la sortie d'un nouveau single nommé "Cola Song" en featuring avec le rappeur colombien J Balvin, il sortira le 15 avril sur les plateformes de téléchargement ainsi que sont clip vidéo qui sera mis en ligne sur YouTube le même jour.
Le 1er juillet elle officialise la sortie du second single de son nouvel album à paraître en 2015. Le nouveau single se nomme Good Time en featuring avec le rappeur cubano-américain Pitbull avec qui elle avait déjà travaillé sur All The Things extrait de la réédition de l'album de Pitbull. Il a atteint le million de vues sur sa chaîne youtube au bout de 48 heures.
Elle compte pas loin de 4 milliards de vues en tout sur sa chaîne YouTube.

### INNA(2015)
Inna enregistre un tout nouvel album, avec une sortie prévue pour le 24 juillet 2015 au Japon sous le nom de Body and the Sun et une sortie prévue pour le 27 octobre à l'international sous le nom "INNA". Elle dévoile quelques singles au cours des années 2014 et 2015, avec notamment, « Diggy Down » en collaboration avec Marian Hill le 24 novembre 2014, ou encore, « Bop Bop » avec Eric Turner le 13 juillet 2015. Beaucoup de singles promotionnels sont sortis tels que Take Me Higher, Tell Me, Low ou Body and the Sun.

### Heaven/Say It With Your Body/Cum ar fi(2016)
Le 7 juin 2016, elle sort son tout nouveau single intitulé "Heaven". Accompagné de la vidéo tournée à l'île Maurice, il n'a eu qu'un impact en Roumanie.
Le 16 octobre 2016, elle sort "Cum ar fi" chanson en roumain. 
Le 28 octobre 2016, elle sort "Say It With Your Body" en tant que single promotionnel.

### Année 2017
Le 1er février 2017, elle officialise la sortie d'un nouveau single qui s'intitulera Gimme Gimme dont le clip a été tourné au Mexique. 
Le 23 avril 2017, elle sort Show Me the Way en collaboration avec Marco & Seba. Le 25 avril 2017, elle collabore avec Carla's Dreams pour Tu si eu. Le 9 juin 2017 est publié Fade Away en collaboration avec Sam Feldt X Lush & Simon. 
Le 21 juin 2017, Inna sort Ruleta en featuring avec Erik.
En décembre 2017, elle sort son nouvel album "Nirvana".

### Année 2018
Le 13 février 2018, elle sort le clip de "Me gusta". Elle collabore avec Dj Sem et Matt Houston sur "La roulette" qui est un remix de "Ruleta".
Le 6 septembre 2018, elle dévoile le clip de "No Help"
Inna collabore avec Coca-Cola, les canettes de soda de la célèbre marque sont alors à son effigie dans son pays natal durant tout l'été 2018. 

### Année 2019
Inna sort son sixième album, "Yo" dont les 11 titres qui y figurent sont intégralement en espagnol et dont la chanteuse a co-écrit les paroles avec Cristina Maria Chiluiza.
Ra est la première chanson de l'album.

## Télévisions
Inna participe en tant que jury au télé-crochet musical Vocea României Junior en Roumanie.

## Influences et style musical
Pendant l’adolescence, voulant devenir connue, Inna a joué dans un groupe pop-rock qui n’a pas eu le succès voulu. Ses premiers enregistrements étaient des balades et des titres aux sonorités douces comme Goodbye, Sorry, et la chanson Oare dont les paroles sont en langue roumaine. Ces titres ont été rendus célèbres avec le succès de la carrière d’Inna.
Après la rencontre des producteurs de Play and Win, le style musical change radicalement. Inna se concentre désormais sur le style électro et dance. Elle confie dans un entretien pour le magazine Adevǎrul que Hot est une chanson de club, très commerciale. À ce sujet, le chanteur espagnol Frédéric Albert fait remarquer dans le quotidien roumain Adevărul que Hot n’est rien d’autre qu’un titre de clubbing parmi d’autres, avec un bon rythme mais peu d’instruments, où l’ordinateur a fait tout le succès. Quand on demande à Inna si elle chante elle-même en live, celle-ci répond : « Peu de clubs roumains m’offrent la possibilité de chanter en live. Il est évident que si j’ai l’occasion de chanter en live, je le fais avec plaisir ». Sa prestation aux Romanian Music Awards a d’ailleurs été très critiquée à cause du playback,,.
C’est pourquoi en 2010, Inna décide de chanter tous ses singles en live dans de nombreux pays comme en France, en Espagne, en Pologne ou encore en Belgique. Le 1er décembre, durant la journée nationale de la Roumanie, elle chante plusieurs chants traditionnels et l’hymne militaire Treceti Batalioane Romane Carpatii.
Dans un entretien pour Fun Radio, en France, Inna confie que ses principales sources d’inspiration sont David Guetta, Kelly Rowland et Kylie Minogue, mais aussi Beyoncé, Lady Gaga et Shakira. À la télévision roumaine, elle dit également que ses idoles roumaines sont Andra et la légendaire Mădălina Manole.

### Image du public
Inna ne s’est presque jamais produite avant 2010. Entre 2009 et 2010, alors que son succès grandissait, le look d’Inna a été très critiqué par les magazines people de Roumanie. Elle répondit : « Un être humain dans sa vie sait faire des choses mieux que d’autres. Je sais chanter bien mieux que m’habiller. Je sais chanter, et à présent je sais quoi porter, car j’ai employé un styliste de Timișoara. Ma précédente styliste n’était pas assez bonne, alors j’en ai changé ».
L’image publique d’Inna a été froissée en 2009 par un entretien pour un journal hongrois. Elle a fait l’objet de nombreuses critiques car depuis la chute du rideau de fer, dans les pays de l’Est, ne pas parler l’anglais est le comble de la « ringardise » : « Inna se considère comme artiste internationale, mais elle ne sait pas parler anglais ». L’erreur la plus remarquable de cet entretien a été de ne pas percevoir son humour lorsqu’elle s’est qualifiée de « vedette internationale fatiguée et ennuyeuse ».

## Discographie

### Albums
- 2009 : Hot (Magic)

1. Hot
2. Love
3. Nights and days
4. Fever
5. Left Right
6. Amazing
7. Don't let the music die
8. On & on
9. Ladies
10. Déjà vu (feat. Bob Taylor)

- 2011 : I Am the Club Rocker (Roton)

1. Un momento (feat. Juan Magán)
2. Club Rocker
3. House is going on
4. Endless
5. Sun is up
6. Wow
7. Señorita
8. We're going in the club
9. July
10. No limit
11. Put your hands up
12. Moon girl

- 2013 : Party Never Ends (Roton)

1. In your eyes (feat. Yandel)
2. We like to party
3. More than friends (feat. Daddy Yankee)
4. Fall in love/lie
5. Shining star
6. Take me down to Mexico
7. Famous
8. Take it off
9. Tonight
10. J'adore
11. Caliente
12. Crazy sexy wild
13. INNDIA
14. OK
15. Live your life
16. Party never ends

- 2015 : Inna (Warner)

1. Heart Drop
2. Bamboreea (feat. J-Son)
3. Bad Boys
4. Too Sexy
5. Bop Bop (feat. Eric Turner)
6. Rendez Vous
7. Yalla
8. Walking on the Sun
9. Fool Me
10. Body and the Sun
11. Salinas Skies
12. Devil's Paradise
13. Diggy Down (feat. Marian Hill)
14. Low
15. Tell Me
16. Diggy Down (Piano Extended)
17. Sun Goes Up
18. Summer in December (feat. Morandi)

- 2017 : Nirvana (Global,  UMG)

1. Ruleta (feat. Erick)
2. Gimme Gimme
3. My Dreams
4. Tropical
5. Hands Up
6. Nirvana
7. Don't Mind
8. Lights
9. Dream About the Ocean
10. Nota de plata (feat. The Motans)
11. Cum ar fi?
12. Tu si eu (feat. Carla's Dreams)

- 2019 : Yo (Global, Roc Nation)

1. RA
2. Te Vas
3. Iguana
4. La Vida
5. Locura
6. Sí, Mamá
7. Sin Ti
8. Tu Manera
9. Gitana
10. Contigo
11. Fuego

- 2020 : Heartbreaker (Global)

1. Maza Jaja
2. One Reason
3. Flashbacks
4. Beautiful Lie
5. Gucci Balenciaga
6. Heartbreaker
7. Sunset Dinner
8. You and I
9. Thicky
10. Till Forever

- 2022 : Champagne Problems (Global)#DQH1

1. Always on My Mind
2. Champagne Problems
3. Lonely
4. Love Bizarre
5. Baby
6. Fire & Ice
7. Solo
8. Ready Set Go

#DQH2
1. Cryo
2. Millennium
3. Take Me Home
4. Kumera
5. Oxygen
6. Karma
7. Breathless
8. Don't Let Me Down

- 2023 : Just Dance (Global)#DQH1

1. We Should Get Lost
2. Nothing I Won't Do
3. Something 'bout You
4. I'll Be There
5. Just Dance
6. Start A Fire

#DQH2
1. Que Dolor
2. Can't Give You Up
3. In My Mind
4. Follow Me
5. Queen Of The Club

- 2024 : Everything Or Nothing  (Global)#DQH1

1. Cheeky
2. Love Me
3. I Follow
4. Everything Or Nothing
5. Imagination
6. Be My Lover

- 2024 : El Pasado  (Global)

1. Primavera Vez
2. Como Tu
3. Enferma
4. Hechizo
5. En La Cama
6. LaLaLa
7. El Tiempo
8. Dame La Mano
9. Que Importa
10. Cora
11. Yo Sigo Aqui

### EP
- Summer Days (finally unreleased) (2014)

## Tournées
- 2011 : Inna en concert
- 2011 : Autres tournées :
  - Agadir (Maroc) Concert de la tolérance
  - Istanbul, (Turquie) vendredi 18 mars (Taksim Club IQ)
  - Paris, (France) dimanche 20 mars (Queen Club)
  - Melle, (Allemagne) samedi 26 mars (Sfera Grand Club)
  - Lérida, (Espagne) samedi 2 avril (Discoteca Big Ben)
  - Cannes, (France) vendredi 15 avril (Concert Hall, avec Alexandra Stan)
  - Haïfa, (Israël) jeudi 21 avril (Haifa Club)
  - Gérone, (Espagne) jeudi 28 avril (Discoteca Colossos)
  - Montreux, (Suisse), vendredi 20 mai (Millésime Club)
  - Paris, (France) lundi 31 octobre (veille de jour férié) (LOFT Paris, metropolis)
- 2012 : I Am the Club Rocker Tour
- 2013 : Party Never Ends Tour
- 2016 : INNA Tour 2016 : Turquie, Finlande, Mexique, Pologne
- 2017 : INNA Tour 2017 : Brésil
- 2024 : North American Tour 2024
- 2025 : Echoes Tour

## Nominations
| Année | Prix                           | Catégorie                                     | Nomination           | Résultat   |
| ----- | ------------------------------ | --------------------------------------------- | -------------------- | ---------- |
| 2009  | Eska Awards                    | "Meilleure chanson internationale"            | "Hot"                | 4e place   |
| 2009  | Romanian Music Awards          | "Meilleure titre dance"                       | "Hot"                | Victoire   |
| 2009  | Romanian Music Awards          | „Meilleur artiste”                            | Inna                 | Victoire   |
| 2009  | Romanian Music Awards          | "Meilleur show"                               | Inna                 | Victoire   |
| 2009  | Romanian Music Awards          | „Révélation de l'année”                       | Inna                 | Victoire   |
| 2009  | Romanian Top Hits Awards       | "Top 1 Roumanie"                              | "Love"               | Nomination |
| 2009  | Romanian Top Hits Awards       | "Meilleur Hit féminin"                        | "Love"               | Nomination |
| 2009  | Romanian Top Hits Awards       | Prix spécial du jury                          | "Love"               | Victoire   |
| 2009  | Sopot Hit Festival             | "Meilleure chanson internationale"            | "Hot"                | 2e place   |
| 2009  | MTV Europe Music Awards        | "Meilleur artiste européen"                   | Inna                 | Victoire   |
| 2009  | Successful Women Awards        | "Femme de l'année" (catégorie jeunes talents) | Inna                 | Victoire   |
| 2010  | MTV Romania Music Awards       | "Meilleur titre dance"                        | "Amazing"            | Nomination |
| 2010  | MTV Romania Music Awards       | "Meilleure chanson"                           | "Amazing"            | Nomination |
| 2010  | MTV Romania Music Awards       | "Meilleure artiste féminine"                  | Inna                 | Victoire   |
| 2010  | MTV Romania Music Awards       | "Meilleur album"                              | "Hot"                | Victoire   |
| 2010  | MTV Romania Music Awards       | "Meilleur site web"                           | www.innaofficial.com | Victoire   |
| 2010  | MTV Romania Music Awards       | "Meilleur artiste international"              | Inna                 | Victoire   |
| 2010  | MTV Romania Music Awards       | "Meilleur show de la soirée"                  | Inna                 | Victoire   |
| 2010  | MTV Europe Music Awards        | "Meilleur artiste roumain"                    | Inna                 | Victoire   |
| 2010  | MTV Europe Music Awards        | "Meilleur artiste européen"                   | Inna                 | Nomination |
| 2010  | European Borderbreakers Awards | "Révélation européenne de l'année"            | Inna                 | Victoire   |
| 2010  | Zece Pentru Romania Awards     | "Special Award for Rising Career"             | Inna                 | Victoire   |
| 2010  | Eurodanceweb Contest           | "European Dance Music Awards"                 | "Sun Is Up"          | Victoire   |
| 2010  | ESKA Music Awards 2010         | "Artiste international de l'année"            | Inna                 | Victoire   |
| 2011  | NRJ Music Awards               | "Révélation internationale de l'année"        | Inna                 | Nomination |
| 2011  | Viva Comet 2011                | "Prix spécial"                                | Inna                 | Victoire   |
| 2011  | Successful Women Awards        | "Femme de l'année"                            | Inna                 | Victoire   |
| 2011  | RRA Awards 2011                | "Artiste de l'année"                          | Inna                 | Nomination |
| 2011  | RRA Awards 2011                | "Meilleur artiste pop/dance"                  | Inna                 | Victoire   |
| 2011  | RRA Awards 2011                | "Meilleur album pop/dance"                    | "Hot"                | Nomination |
| 2011  | RRA Awards 2011                | "Meilleure chanson pop/dance"                 | "Sun Is Up"          | Nomination |
| 2011  | Balkan Music Awards            | "Meilleur chanson Roumaine de l'année 2010"   | "Sun Is Up"          | Victoire   |
| 2011  | Balkan Music Awards            | "Meilleure artiste féminine des Balkans 2010" | Inna                 | Victoire   |
| 2011  | Romanian Music Awards          | "Meilleure artiste féminine"                  | Inna                 | Victoire   |
| 2011  | Romanian Music Awards          | "Meilleur site internet"                      | www.innaofficial.com | Victoire   |
| 2011  | Romanian Music Awards          | "OK Magazine"                                 | Inna                 | Victoire   |
| 2011  | Romanian Music Awards          | "Meilleur chanson dance"                      | "Sun Is Up"          | Nomination |
| 2011  | Romanian Music Awards          | "Meilleur clip vidéo"                         | "Club Rocker"        | Nomination |